# Maud (nave)
La nave Maud, così chiamata in onore della regina Maud di Norvegia, venne costruita nei cantieri di Asker (Oslofjord) appositamente per la seconda spedizione di Roald Amundsen in Artide alla ricerca del passaggio a nord-est.
Varata nel 1916 dallo stesso Amundsen rompendo un pezzo di ghiaccio contro il fianco della nave e con le parole:
(Roald Amundsen)

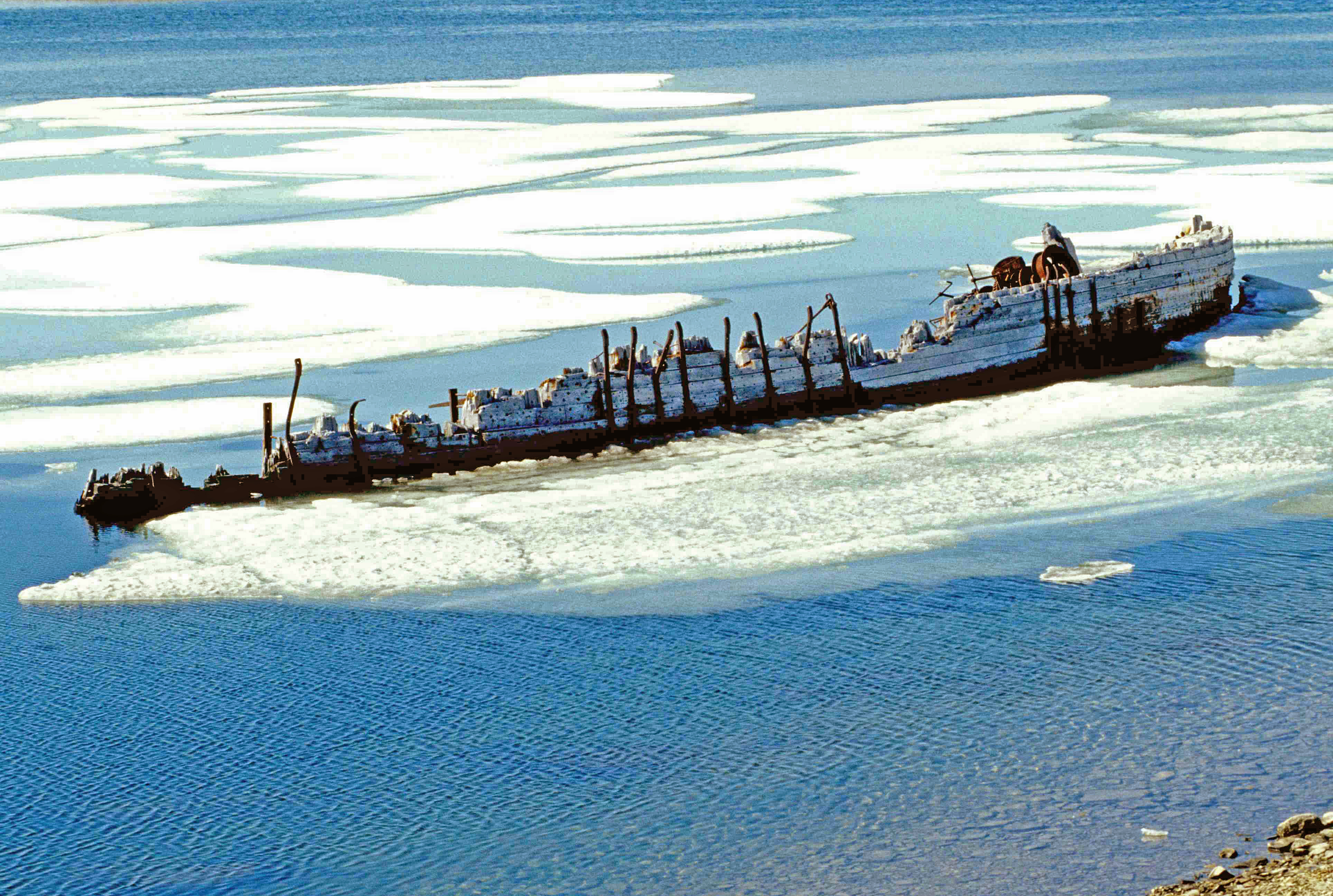
Il relitto della nave Maud

Mentre gli altri vascelli polari Gjøa e Fram sono conservati nel museo marittimo di Bygdøy vicino a Oslo, la Maud ha avuto un destino meno glorioso.
La navigazione per il passaggio a nord-est dura sei anni, dal 1918 al 1924. Alla fine arriva a Nome (Alaska) dove è requisita dai creditori di Amundsen, trasportata a Seattle e venduta. 
Acquistata dalla Compagnia della Baia di Hudson e chiamata Baymaud, viene utilizzata per rifornire le località più remote dell'artico occidentale canadese. Nell'inverno 1926 rimane bloccata nel pack nei pressi di Cambridge Bay, isola Victoria (Nunavut) dove affonda nel 1930.
Prima dell'ultimo viaggio la nave ha effettuato una sosta per rifornimenti a Vancouver, Columbia Britannica dove è stata ispezionata da Tom Hallidie che ha poi disegnato la nave St. Roch ispirandosi alla Maud.
Nell'estate 2016 viene recuperata grazie a un gruppo di norvegesi determinati a riportare in patria il relitto. L'operazione di recupero è stata interamente finanziata privatamente e, dopo mesi di studio sul recupero, in tre settimane viene riportata a galla utilizzando una chiatta.